# 영춘초등학교 의풍분교
영춘초등학교 의풍분교는 충청북도 단양군 영춘면 의풍2길 10 (의풍리)에 있었던 분교이다.

## 연혁
- 1941년 5월 25일 영춘공립국민학교 부설 의풍간이학교 개교(설립인가 4월 1일)
- 1943년 4월 1일 영춘공립국민학교 의풍분교로 승격
- 1946년 4월 1일 의풍국민학교로 승격
- 1989년 5월 10일 서울남부국민학교와 자매결연
- 1993년 2월 16일 제40회 졸업식(8명, 총 졸업생 886명)
- 1994년 2월 18일 제41회 졸업식(4명, 총 졸업생 890명)
- 1995년 2월 14일 제42회 졸업식(8명,총 졸업생 989명)
- 1995년 3월 1일 영춘국민학교 의풍분교장으로 개편
- 2006년 2월 28일 의풍분교장 폐교